# نادر فریادشیران
نادر فریادشیران (زادهٔ ۲۴ آذر ۱۳۳۳) بازیکن پیشین و مربی فعلی فوتبال اهل ایران است.

## زندگی شخصی
فریادشیران در اهواز به دنیا آمد و فوتبال را زیر نظر حسین رزاقی آغاز کرد.

## دوران حرفه‌ای
او فوتبال خود را از تیم لوکوموتیو که تیم جوانان راه‌آهن بود آغاز کرد و به تیم ملی جوانان هم دعوت شد. سپس راهی تیم اصلی راه‌آهن شد و در لیگ تخت جمشید بازی کرد. او دوران مربی‌گری خود را در کنار محمد مایلی‌کهن و از تیم ملی فوتسال ایران آغاز کرد و همکاری او با مایلی‌کهن برای سال‌ها ادامه پیدا کرده است. وی کارمند سازمان تربیت بدنی بود و به همین دلیل مدتی مدیرعاملی تیم استقلال را عهده‌دار شد.

## افتخارات

### به عنوان بازیکن

##### شاهین
- جام حذفی تهران: ۱۳۶۰

##### استقلال
- جام باشگاه‌های تهران: ۱۳۶۴